# Hulsgud, Chincholi
Hulsgud là một làng thuộc tehsil Chincholi, huyện Gulbarga, bang Karnataka, Ấn Độ.